# خورخه پیریس
خورخه پیریس (انگلیسی: Jorge Piris؛ زادهٔ ۲۲ ژوئیهٔ ۱۹۹۰) بازیکن فوتبال اهل آرژانتین است.